# Phycosoma lineatipes
Phycosoma lineatipes är en spindelart som först beskrevs av Bryant 1933.  Phycosoma lineatipes ingår i släktet Phycosoma och familjen klotspindlar. Inga underarter finns listade i Catalogue of Life.